# سازمان معبد شرق

نماد سازمان معبد شرق

سازمان معبد شرق (به لاتین: Ordo Templi Orientis) (به انگلیسی: Order of the Temple of the East) یا سازمان معبدی‌های شرقی با نام اختصاری O.T.O. یک انجمن برادری جهانی و سازمانی دینی است که در آغاز قرن بیستم تأسیس شده‌است. آلیستر کراولی، نویسنده و رازورز انگلیسی، شناخته شده‌ترین عضو این سازمان می‌باشد.
در اصل این سازمان شبیه‌سازی از روی فراماسونری می‌باشد، اما با رهبری آلیستر کراولی و با شریعت تلما به عنوان اصول اعتقادی اصلی. شریعت تلما، بیان شده در دو جملهٔ «چنان کن آنچه اراده کنی، کل شریعت بود» و «عشق، شریعت، عشق، اراده بود» در سال ۱۹۰۴ میلادی با نوشتن کتاب شریعت ایجاد شده‌است.
مانند بسیاری دیگر از انجمن‌های سری، عضویت در این سازمان نیز بر اساس یک نظام آیین دخول با مجموعه‌ای درجات تشریفاتی مستقر می‌باشد که از مراسم برای ایجاد اتحاد برادری و سهیم شدن آموزه‌های معنوی و فلسفی استفاده می‌کند.
همچنین سازمان معبد شرق، کلیسای کاتولیک گنوسی را نیز دربردارد که بازوی کلیسایی سازمان می‌باشد. مراسم اصلی آن که به صورت عمومی می‌باشد، لیبر ۱۵ یا عشای گنوسی نام دارد.